# Mäntsälä
Mäntsälä is een gemeente in de Finse provincie Zuid-Finland en in de Finse regio Uusimaa. De gemeente ligt 60 kilometer ten noorden van de Finse hoofdstad Helsinki en bestaat uit 16 dorpskernen. De gemeente heeft een landoppervlakte van 580,85 km² en telt 20.912 inwoners (2022). De gemeente is eentalig (Fins).
Binnen de gemeente bevinden zich verscheidene meertjes en het landschap varieert van bebossing tot landbouwgrond.

## Bevolkingsgroei
Mäntsälä kende tot aan de Tweede Wereldoorlog een relatief stabiele bevolkingsgrootte van bijna 8000 inwoners. Na de oorlog werden 2000 inwoners opgenomen uit de streek Karelië, die Finland aan de Sovjet-Unie moest afstaan. Vanaf het begin van de jaren '80 heeft de gemeente een grote groei van het aantal inwoners doorgemaakt.

### Ontwikkeling bevolkingsaantal
- 1749: 1 492 (onbevestigd)
- 1898: 7 972 (onbevestigd)
- 1920: 7 666
- 1930: 7 844
- 1940: 7 739
- 1950: 11 072
- 1960: 10 932
- 1970: 10 166
- 1980: 11 267
- 1990: 14 793
- 2000: 16 628
- 2005: 18 226

## Verkeer
Sinds 2006 heeft Mäntsälä een station aan de nieuw aangelegde lijn tussen Kerava en Lahti.

## Zustergemeente
Mäntsälä onderhoudt een jumelage met het Zweedse Vara.
Askola · Espoo · Hanko · Helsinki · Hyvinkää · Ingå · Järvenpää · Karkkila · Kauniainen · Kerava · Kirkkonummi · Lapinjärvi · Lohja · Loviisa · Myrskylä · Mäntsälä · Nurmijärvi · Pornainen · Porvoo · Pukkila · Raseborg · Sipoo · Siuntio · Tuusula · Vantaa · Vihti
Voormalige gemeenten:
Bromarv · Degerby · Ekenäs · Ekenäs landskommun · Haaka · Huopalahti · Hyvinkään maalaiskunta · Karis · Karjalohja · Kulosaari · Liljendal · Lohjan kunta · Nummi · Nummi-Pusula · Oulunkylä · Pernå · Ruotsinpyhtää · Sammatti · Snappertuna · Tenala